# Caragobius
Caragobius  é um género de peixe da família Gobiidae e da ordem Perciformes.

## Espécies
- Caragobius burmanicus (Hora, 1926)
- Caragobius rubristriatus (Saville-Kent, 1889)[3]
- Caragobius urolepis (Bleeker, 1852)[4][5][6][7][8][9][10]